# Дауни (Ајдахо)
Дауни (енгл. Downey) град је у америчкој савезној држави Ајдахо.

## Демографија
По попису из 2010. године број становника је 625, што је 12 (2,0%) становника више него 2000. године.
| Група             | 2000.       | 2010.       |
| Белци             | 595 (97,1%) | 606 (97,0%) |
| Афроамериканци    | 0 (0,0%)    | 0 (0,0%)    |
| Азијати           | 1 (0,2%)    | 0 (0,0%)    |
| Хиспаноамериканци | 10 (1,6%)   | 10 (1,6%)   |
| Укупно            | 613         | 625         |